# Салікс (Айова)
Салікс (англ. Salix) — місто (англ. city) в США, в окрузі Вудбері штату Айова. Населення — 295 осіб (2020).

## Географія
Салікс розташований за координатами 42°18′28″ пн. ш. 96°17′32″ зх. д. / 42.30778° пн. ш. 96.29222° зх. д. (42.307876, -96.292121).  За даними Бюро перепису населення США в 2010 році місто мало площу 3,96 км², з яких 3,92 км² — суходіл та 0,03 км² — водойми. В 2017 році площа становила 4,46 км², з яких 4,42 км² — суходіл та 0,03 км² — водойми.

## Демографія
Згідно з переписом 2010 року, у місті мешкали 363 особи в 153 домогосподарствах у складі 91 родини. Густота населення становила 92 особи/км².  Було 167 помешкань (42/км²).
Расовий склад населення:
| - 95,0 % — білих - 1,7 % — азіатів - 0,6 % — корінних американців |

До двох чи більше рас належало 2,8 %. Частка іспаномовних становила 1,1 % від усіх жителів.
За віковим діапазоном населення розподілялося таким чином: 25,3 % — особи молодші 18 років, 62,0 % — особи у віці 18—64 років, 12,7 % — особи у віці 65 років та старші. Медіана віку мешканця становила 38,3 року. На 100 осіб жіночої статі у місті припадало 91,1 чоловіків;  на 100 жінок у віці від 18 років та старших — 97,8 чоловіків також старших 18 років.
Середній дохід на одне домашнє господарство  становив 64 531 долар США (медіана — 55 625), а середній дохід на одну сім'ю — 70 902 долари (медіана — 67 917). За межею бідності перебувало 12,6 % осіб, у тому числі 17,9 % дітей у віці до 18 років та 18,0 % осіб у віці 65 років та старших.
Цивільне працевлаштоване населення становило 207 осіб. Основні галузі зайнятості: освіта, охорона здоров'я та соціальна допомога — 34,8 %, роздрібна торгівля — 10,6 %, виробництво — 10,1 %.